# Chlebové koření
Chlebové koření je směs vhodná na přípravu domácího chleba, celozrnných rohlíků, žitných baget a doporučuje se přidávat do směsí určených do domácích pekáren. 

## Složení
Tato směs obsahuje většinou celý a drcený kmín, mletý koriandr a fenykl.